# Survivor (Band)
Survivor ist eine US-amerikanische Rockband. Sie gehört zu den bekanntesten Vertretern des Genres der Rockmusik, das man heutzutage als AOR (häufig auch Melodic Rock oder Mainstream) bezeichnet.

## Geschichte

### Gründung und Durchbruch (1977–1982)
Survivor wurde im Winter 1977 in Chicago gegründet. Federführend waren von Anfang an die beiden Songschreiber der Gruppe, Jim Peterik (Keyboard) und Frankie Sullivan (Gitarre). Sänger der Band wurde Dave Bickler. 1978 schlossen die fünf Gründungsmitglieder einen Plattenvertrag mit Scotti Brothers Records. Das Debütalbum Survivor erschien 1979, auf dessen Cover Kim Basinger als Stewardess zu sehen ist. In der Besetzung Bickler, Peterik, Sullivan, Ellis, Droubay wurde das zweite Album Premonition eingespielt.
Der große Durchbruch kam 1982 mit dem Titel Eye of the Tiger, den die Gruppe eigens als Titelsong für den Film Rocky III – Das Auge des Tigers komponiert hatte. Der Rocky-Darsteller Sylvester Stallone wollte ursprünglich den Titel Another One Bites the Dust von Queen verwenden, bekam von Queen aber nicht die Rechte dafür. Auf Empfehlung eines der Betreiber von Scotti Bros. Records, des Schauspielers Tony Scotti, beauftragte er schließlich Survivor, ein zeitgemäßes, rockiges Thema mit einem starken Beat zu produzieren. Eye of the Tiger hielt sich insgesamt sieben Wochen an der Spitze der US-Charts, gewann einen Grammy und wurde für den Oscar nominiert. Später wurde der eingängige Song vielfach in der Werbung eingesetzt, so unter anderem 2004 in einem amerikanischen Starbucks-Werbespot für ein neues Kaffeegetränk, in dem Survivor mit einer speziellen Version des Songs zu sehen sind. Auch das Album Eye of the Tiger war sehr erfolgreich. Eine ausgedehnte Tournee folgte.

### Gipfel des Erfolgs und Abstieg (1983–1992)
Nach zahlreichen kräfteraubenden Konzerten und den Aufnahmen zum vierten Album Caught in the Game musste der Sänger Dave Bickler aufgrund einer Kehlkopfoperation, die ihn ein Jahr stimmlich außer Gefecht setzte, die Gruppe verlassen; er wurde durch den aus Memphis stammenden Jimi Jamison ersetzt. Dieser Wechsel tat dem stetig wachsenden Erfolg der Gruppe keinen Abbruch: Bereits der erste gemeinsam mit Jamison aufgenommene Titel The Moment of Truth, der in dem Streifen Karate Kid Verwendung fand, platzierte sich in den US-Charts. Mit dem ebenfalls 1984 veröffentlichten fünften Studioalbum Vital Signs konnten Survivor ihre Spitzenstellung als keyboardorientierte Hardrockband behaupten; zwei Singles daraus, High on You und The Search Is Over, gelangten in die Top Ten der amerikanischen Hitparade, I Can’t Hold Back erreichte immerhin Platz 13.
In der Folge steuerten Survivor einen dritten Titel zu Film-Soundtracks bei: 1985 erschien Burning Heart, das für Rocky IV geschrieben wurde und wie Eye of the Tiger zu einem großen internationalen Charterfolg avancierte. Erst 1986, nach einer weiteren langen Tournee, fand die Band Zeit, ein neues Album aufzunehmen, welches den Titel When Seconds Count trug und mit Is This Love? einen weiteren Top-Ten-Hit enthielt.
Das 1988 erschienene, von den Kritikern gelobte, aber kommerziell nicht besonders erfolgreiche Album Too Hot to Sleep zeigte Survivor dann nur noch als Trio: Ellis und Droubay waren mittlerweile gegangen, ohne durch vollwertige Gruppenmitglieder ersetzt zu werden. Im Studio und bei Konzerten nahmen Bill Synair und Mickey Curry (Schlagzeuger von Bryan Adams) ihre Plätze ein. Peterik und Sullivan waren sich nach der schwachen Reaktion auf Too Hot to Sleep zunehmend unsicher, ob und wie sie die Band weiterführen sollten. Jamison indes veröffentlichte 1991 sein erstes Soloalbum When Love Comes Down, arbeitete aber zunächst auch noch parallel mit Survivor.

### Zweimal Survivor (1993–1999)
1993 stieg Jimi Jamison endgültig aus, um sich ganz auf seine Solokarriere zu konzentrieren, wollte aber weiter unter dem Namen Survivor auftreten. Das führte zu langwierigen gerichtlichen Auseinandersetzungen mit den anderen Bandmitgliedern. Letztendlich ergab der Gerichtsstreit, dass beide Parteien den Namen Survivor verwenden durften, wobei Jamisons neue Formation, zu der vor allem Christina Adamson (Gitarre/Gesang), Hal Butler (Keyboard/Gesang), Klay Shroedel (Schlagzeug/Keyboard) bzw. Pete Mendillo (Schlagzeug/Gesang) gehörten, nun unter der Bezeichnung „Jimi Jamison’s Survivor“ firmierte. Erster und einziger Hit dieser Band wurde der von Jamison mitgeschriebene Song I’m Always Here, das bekannte musikalische Thema der amerikanischen Serie Baywatch – Die Rettungsschwimmer von Malibu.
Peterik und Sullivan hatten sich derweil (1993) im Zuge der Produktion einer Survivor-Kompilation wieder mit dem alten Sänger Dave Bickler zusammengetan, der prompt für die nächsten Jahre seine angestammte Position einnahm. Es entstanden zahlreiche neue Songs, die jedoch nie das Tageslicht erblicken sollten, da kein neuer Plattenvertrag zustande kam. Bis zur Rückkehr Jamisons zu seinen alten Mitstreitern (2000) existierten jedoch fortan mehrere Jahre lang zwei Survivor-Formationen parallel.
1996 ging der langjährige Keyboarder Jim Peterik, um sich eigenen Projekten zu widmen, insbesondere seiner alten Band The Ides of March und der gemeinsam mit dem Sänger Toby Hitchcock neu formierten Gruppe Pride of Lions, die mittlerweile schon drei Studio-CDs, eine Live-CD & DVD herausgebracht hat. Außerdem wurde er als Songschreiber für andere aktiv, so etwa für 38 Special, die Band von Donnie Van Zant. Gitarrist Frankie Sullivan und Dave Bickler holten daraufhin 1997 Marc Droubay und Stephen Ellis zurück und verpflichteten mit Chris Grove einen neuen Keyboarder.
1999 veröffentlichte Jimi Jamison’s Survivor ihr einziges Album mit dem Titel Empires, das neben neuem Material und einigen Live-Aufnahmen alter Survivor-Titel, darunter I’m Always Here in einer neuen Version, enthielt. 2003 sollte diese CD nochmals unter dem Namen Jimi Jamison erscheinen.

### Neuanfang und Zukunftspläne (seit 2000)

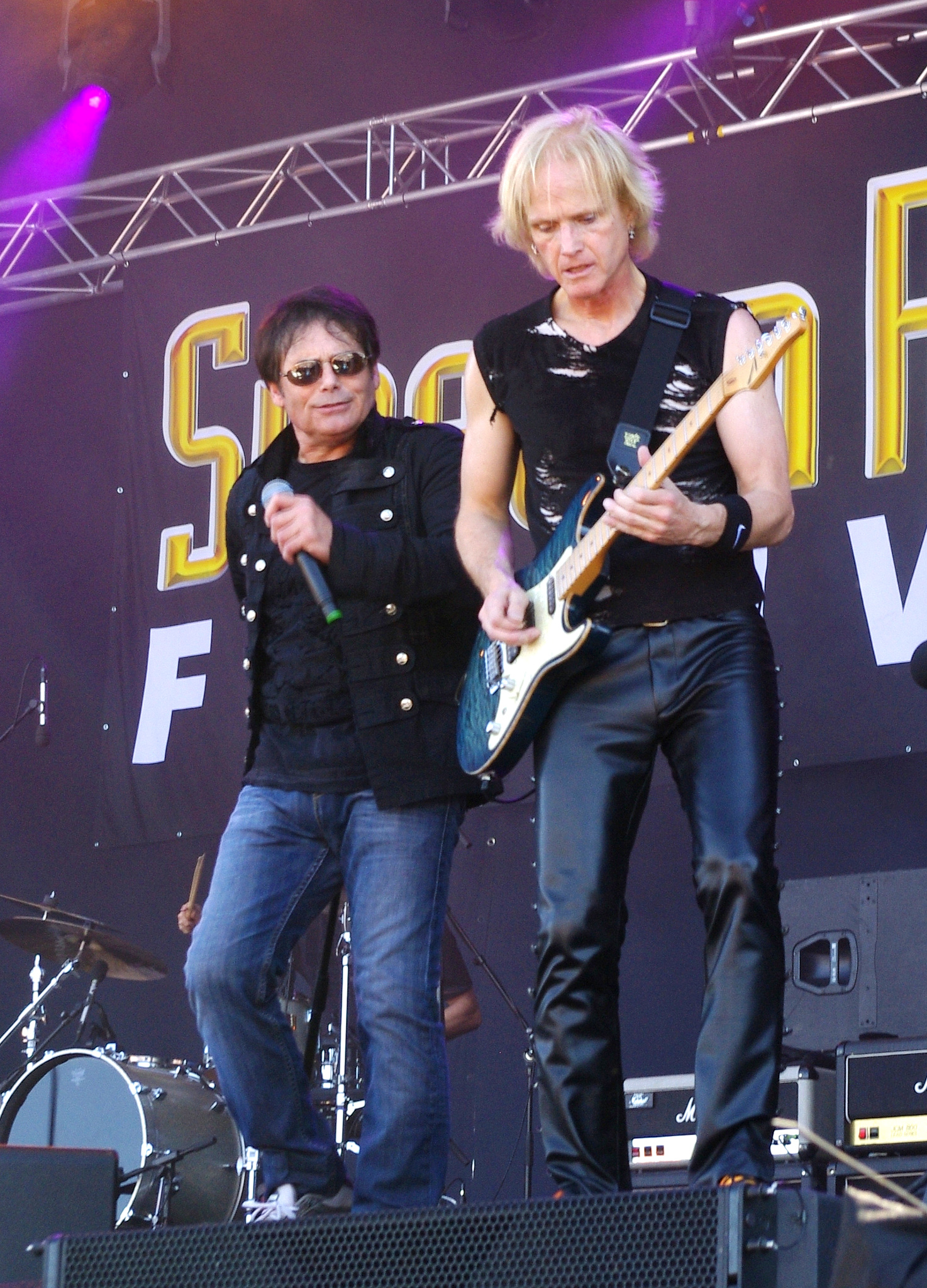
Jimi Jamison und Frankie Sullivan bei einem Auftritt von Survivor, 2013

2000 stieg Dave Bickler zum zweiten Mal aus; überraschend – wenn man die Querelen früherer Jahre bedenkt – kehrte nun Jimi Jamison zu Survivor zurück. Auch der Bassist Stephen Ellis war mittlerweile zum zweiten Mal ausgeschieden; für ihn kam zunächst Billy Ozzello, dann Randy Riley und später an dessen Stelle Barry Dunaway.
Im April 2006 veröffentlichten Survivor in der Besetzung Jamison, Sullivan, Grove, Dunaway, Droubay mit Reach nach langer Zeit wieder ein Album, das komplett mit neuen Songs bestückt war und fast durchweg positiv rezensiert wurde. Im Juli desselben Jahres aber verließ Jamison nach Differenzen mit Sullivan erneut die Gruppe und wurde jetzt durch Robin McAuley ersetzt, der in den späten 1980er und frühen 1990er Jahren zusammen mit Michael Schenker die McAuley Schenker Group gebildet hatte. Frankie Sullivan und Robin McAuley hatten sich 2002 bei den Aufnahmen zu McAuleys Soloalbum Business as Usual kennengelernt. Aktueller Survivor-Bassist ist als Nachfolger von Barry Dunaway wiederum Billy Ozzello.
Die Deutschland-Konzerte der letzten Tour im September 2007 wurden aus damals unbekannten Gründen abgesagt. Wie sich später herausstellte, gab es niemals Verträge zwischen dem Veranstalter der Deutschland-Tour und der Band. Obwohl dem Veranstalter Werbung und Kartenvorverkauf durch die Band untersagt wurden, lief der Vorverkauf ungebremst weiter. Anschließend behauptete der Veranstalter, dass die Absage angeblich, aufgrund verschiedener Terminkollisionen einzelner Bandmitglieder, verursacht wurde.
Jimi Jamison hat unterdessen gemeinsam mit Dave Smith (Bass/Gesang), Jack Holder (Gitarre/Gesang), Tony Black (Keyboard), Kevin Stewart (Gitarre/Keyboard/Gesang) und seinem Mitstreiter Pete Mendillo (Schlagzeug/Gesang) – allesamt Musiker aus Memphis – „The Jimi Jamison Band“ gegründet, die neben Survivor-Klassikern auch Coverversionen von Titeln der Gruppen ZZ Top (Jamison arbeitete mit ihnen zusammen), Cobra (eine ehemalige Band von Jamison) und Target spielt.
Anfang 2008 fanden sich Jimi Jamison und Jim Peterik wieder zusammen und unterschrieben einen Vertrag über eine Plattenveröffentlichung, bei Frontiers Records. Das Album wurde zwischen Februar und Juli 2008 in Peteriks World Stage Studios in der Nähe von Chicago produziert und erschien am 7. November unter dem Namen Crossroad Moments. Im August 2014 erlag Jimi Jamison einem Herzinfarkt, im März 2019 verstarb der ehemalige Bassist Stephan Ellis.

## Diskografie

### Studioalben
| Jahr | Titel              | Höchstplatzierung, Gesamtwochen, AuszeichnungChartplatzierungen (Jahr, Titel, Platzierungen, Wochen, Auszeichnungen, Anmerkungen) | Höchstplatzierung, Gesamtwochen, AuszeichnungChartplatzierungen (Jahr, Titel, Platzierungen, Wochen, Auszeichnungen, Anmerkungen) | Höchstplatzierung, Gesamtwochen, AuszeichnungChartplatzierungen (Jahr, Titel, Platzierungen, Wochen, Auszeichnungen, Anmerkungen) | Höchstplatzierung, Gesamtwochen, AuszeichnungChartplatzierungen (Jahr, Titel, Platzierungen, Wochen, Auszeichnungen, Anmerkungen) | Höchstplatzierung, Gesamtwochen, AuszeichnungChartplatzierungen (Jahr, Titel, Platzierungen, Wochen, Auszeichnungen, Anmerkungen) | Anmerkungen                                                                          |
| Jahr | Titel              | DE | AT | CH | UK | US | Anmerkungen                                                                          |
| ---- | ------------------ | --- | --- | --- | --- | --- | ------------------------------------------------------------------------------------ |
| 1979 | Survivor           | — | — | — | — | US169 (7 Wo.)US | Erstveröffentlichung: 21. Dezember 1979 Aufnahme: Record Plant Los Angeles           |
| 1981 | Premonition        | — | — | — | — | US82 (25 Wo.)US | Erstveröffentlichung: Oktober 1981 Produzenten: Frankie Sullivan, Jim Peterik        |
| 1982 | Eye of the Tiger   | DE31 (23 Wo.)DE | AT6 (6 Wo.)AT | — | UK12 (10 Wo.)UK | US2 Platin · (41 Wo.)US | Erstveröffentlichung: 8. Juni 1982 Produzenten: Frankie Sullivan, Jim Peterik        |
| 1983 | Caught in the Game | DE63 (3 Wo.)DE | — | — | — | US82 (9 Wo.)US | Erstveröffentlichung: Oktober 1983 Produzenten: Frankie Sullivan, Jim Peterik        |
| 1984 | Vital Signs        | — | — | CH27 (2 Wo.)CH | — | US16 Platin · (61 Wo.)US | Erstveröffentlichung: 1. August 1984 Produzent: Ron Nevison                          |
| 1986 | When Seconds Count | — | — | — | — | US49 (24 Wo.)US | Erstveröffentlichung: 9. Oktober 1986 Produzenten: Frankie Sullivan, Ron Nevison     |
| 1988 | Too Hot to Sleep   | DE55 (2 Wo.)DE | — | CH23 (3 Wo.)CH | — | US187 (2 Wo.)US | Erstveröffentlichung: 3. Oktober 1988 Produzenten: Frank Filipetti, Frankie Sullivan |
| 1999 | Empires            | — | — | — | — | — | Erstveröffentlichung: 17. Oktober 1999 als Jimi Jamison’s Survivor                   |
| 2006 | Reach              | — | — | — | — | — | Erstveröffentlichung: 25. April 2006                                                 |

grau schraffiert: keine Chartdaten aus diesem Jahr verfügbar

### Kompilationen
- 1986: The Very Best Of
- 1989: Greatest Hits (Scotti Bros. Records)
- 1993: Greatest Hits (Volcano)
- 1998: Prime Cuts: Classics Tracks
- 2000: Survivor Special Selection
- 2001: Fire in Your Eyes – Greatest Hits
- 2004: Ultimate Survivor
- 2004: Extended Versions: The Encore Collection
- 2006: The Best of Survivor
- 2009: Playlist: The Very Best of Survivor
- 2009: Eye of Tiger: The Best of Survivor
- 2010: Super Hits
- 2014: 80s: Survivor

### Singles
| Jahr | Titel Album                                  | Höchstplatzierung, Gesamtwochen, AuszeichnungChartplatzierungen (Jahr, Titel, Album, Platzierungen, Wochen, Auszeichnungen, Anmerkungen) | Höchstplatzierung, Gesamtwochen, AuszeichnungChartplatzierungen (Jahr, Titel, Album, Platzierungen, Wochen, Auszeichnungen, Anmerkungen) | Höchstplatzierung, Gesamtwochen, AuszeichnungChartplatzierungen (Jahr, Titel, Album, Platzierungen, Wochen, Auszeichnungen, Anmerkungen) | Höchstplatzierung, Gesamtwochen, AuszeichnungChartplatzierungen (Jahr, Titel, Album, Platzierungen, Wochen, Auszeichnungen, Anmerkungen) | Höchstplatzierung, Gesamtwochen, AuszeichnungChartplatzierungen (Jahr, Titel, Album, Platzierungen, Wochen, Auszeichnungen, Anmerkungen) | Anmerkungen |
| Jahr | Titel Album                                  | DE | AT | CH | UK | US | Anmerkungen |
| ---- | -------------------------------------------- | --- | --- | --- | --- | --- | --- |
| 1980 | Somewhere in America Survivor                | — | — | — | — | US70 (12 Wo.)US | Erstveröffentlichung: Februar 1980 Autor: Jim Peterik                                                                                        |
| 1981 | Poor Man’s Son Premonition                   | — | — | — | — | US33 (14 Wo.)US | Erstveröffentlichung: September 1981 Autoren: Frankie Sullivan, Jim Peterik                                                                  |
| 1981 | Summer Nights Premonition                    | — | — | — | — | US62 (8 Wo.)US | Erstveröffentlichung: Dezember 1981 Autor: Frankie Sullivan                                                                                  |
| 1982 | Eye of the Tiger                             | DE13 ×3Dreifachgold · (30 Wo.)DE | AT2 (15 Wo.)AT | CH6 (33 Wo.)CH | UK1 ×4Vierfachplatin · (33 Wo.)UK | US1 ×8×2Achtfachplatin (Digital) + Doppelplatin (Physisch) · (25 Wo.)US                                                                  | Erstveröffentlichung: 31. Mai 1982 · + US: Gold (Instrumental), Grammy (Best Rock Performance Band) · Autoren: Frankie Sullivan, Jim Peterik |
| 1982 | American Heartbeat Eye of the Tiger          | DE55 (8 Wo.)DE | — | — | — | US17 (16 Wo.)US | Erstveröffentlichung: September 1982 Autoren: Frankie Sullivan, Jim Peterik                                                                  |
| 1982 | The One That Really Matters Eye of the Tiger | — | — | — | — | US74 (6 Wo.)US | Erstveröffentlichung: Dezember 1982 Autoren: Jim Peterik                                                                                     |
| 1983 | Caught in the Game                           | — | — | — | — | US77 (5 Wo.)US | Erstveröffentlichung: August 1983 Autoren: Frankie Sullivan, Jim Peterik                                                                     |
| 1984 | Moment of Truth Vital Signs                  | — | — | — | — | US63 (7 Wo.)US | Erstveröffentlichung: Juli 1984 Autoren: Bill Conti, Dennis Lambert, Peter Beckett                                                           |
| 1984 | I Can’t Hold Back Vital Signs                | — | — | — | — | US13 (23 Wo.)US | Erstveröffentlichung: September 1984 Autoren: Frankie Sullivan, Jim Peterik                                                                  |
| 1984 | High on You Vital Signs                      | — | — | — | — | US8 (17 Wo.)US | Erstveröffentlichung: Dezember 1984 Autoren: Frankie Sullivan, Jim Peterik                                                                   |
| 1985 | The Search Is Over Vital Signs               | — | — | — | — | US4 (21 Wo.)US | Erstveröffentlichung: April 1985 Autoren: Frankie Sullivan, Jim Peterik                                                                      |
| 1985 | First Night Vital Signs                      | — | — | — | — | US53 (9 Wo.)US | Erstveröffentlichung: August 1985 Autoren: Frankie Sullivan, Jim Peterik                                                                     |
| 1985 | Burning Heart Rocky IV (Soundtrack)          | DE6 (17 Wo.)DE | AT6 (14 Wo.)AT | CH1 (14 Wo.)CH | UK5 Gold · (12 Wo.)UK | US2 (22 Wo.)US | Erstveröffentlichung: Oktober 1985 Autoren: Frankie Sullivan, Jim Peterik                                                                    |
| 1986 | Is This Love When Seconds Count              | — | — | — | — | US9 (19 Wo.)US | Erstveröffentlichung: Oktober 1986 Autoren: Frankie Sullivan, Jim Peterik                                                                    |
| 1987 | How Much Love When Seconds Count             | — | — | — | — | US51 (9 Wo.)US | Autoren: Frankie Sullivan, Jim Peterik |
| 1987 | Man Against the World When Seconds Count     | — | — | — | — | US86 (5 Wo.)US | Erstveröffentlichung: April 1987 Autoren: Frankie Sullivan, Jim Peterik, Jimi Jamison                                                        |
| 1988 | Didn’t Know It Was Love Too Hot to Sleep     | — | — | — | — | US61 (10 Wo.)US | Erstveröffentlichung: September 1988 Autor: Jim Peterik                                                                                      |
| 1989 | Across the Miles Too Hot to Sleep            | — | — | — | — | US74 (6 Wo.)US | Erstveröffentlichung: Januar 1989 Gastsänger: Rory Dodd Autoren: Frankie Sullivan, Jim Peterik                                               |
| 1999 | I’m Always Here Empires                      | DE95 (2 Wo.)DE | — | — | — | — | Jimi Jamison’s Survivor |

Weitere Singles
- 1980: Rebel Girl
- 1983: Slander
- 1984: I Never Stopped Loving You
- 1984: It Doesn’t Have to Be This Way
- 1986: In Good Faith

### Beiträge für Soundtracks
- 1982: Rocky III (inkl. Eye of the Tiger)
- 1984: Karate Kid (inkl. The Moment of Truth)
- 1985: Rocky IV (inkl. Burning Heart und Eye of the Tiger)

### Videoalben
- 1993: Greatest Hits – The Video Collection

## Auszeichnungen für Musikverkäufe
| Goldene Schallplatte - Australien - 1982: für das Album Eye of the Tiger - Frankreich - 1982: für die Single Eye of the Tiger - 1986: für die Single Burning Heart - Hongkong - 1983: für das Album Eye of the Tiger - Italien - 2024: für die Single Burning Heart - Japan - 2014: für die Single Eye of the Tiger - Kanada - 1985: für das Album Vital Signs - Mexiko - 2015: für die Single Eye of the Tiger | Platin-Schallplatte - Australien - 1982: für die Single Eye of the Tiger - Kanada - 1983: für das Album Eye of the Tiger 2× Platin-Schallplatte - Dänemark - 2023: für die Single Eye of the Tiger - Italien - 2019: für die Single Eye of the Tiger - Kanada - 1983: für die Single Eye of the Tiger - Spanien - 2024: für die Single Eye of the Tiger 4× Platin-Schallplatte - Neuseeland - 2023: für die Single Eye of the Tiger |

Anmerkung: Auszeichnungen in Ländern aus den Charttabellen bzw. Chartboxen sind in ebendiesen zu finden.
| Land/RegionAuszeichnungen für Musikverkäufe (Land/Region, Auszeichnungen, Verkäufe, Quellen) | Gold       | Platin       | Verkäufe   | Quellen             |
| -------------------------------------------------------------------------------------------- | ---------- | ------------ | ---------- | ------------------- |
| Australien (ARIA)                                                                            | Gold1      | Platin1      | 120.000    | Einzelnachweise     |
| Dänemark (IFPI)                                                                              | —          | 2× Platin2   | 180.000    | ifpi.dk             |
| Deutschland (BVMI)                                                                           | Gold1      | Platin1      | 900.000    | musikindustrie.de   |
| Frankreich (SNEP)                                                                            | 2× Gold2   | —            | 1.000.000  | infodisc.fr         |
| Hongkong (IFPI/HKRIA)                                                                        | Gold1      | —            | 10.000     | ifpihk.org          |
| Italien (FIMI)                                                                               | Gold1      | 2× Platin2   | 110.000    | fimi.it             |
| Japan (RIAJ)                                                                                 | Gold1      | —            | 100.000    | riaj.or.jp          |
| Kanada (MC)                                                                                  | Gold1      | 3× Platin3   | 350.000    | musiccanada.com     |
| Mexiko (AMPROFON)                                                                            | Gold1      | —            | 30.000     | amprofon.com.mx     |
| Neuseeland (RMNZ)                                                                            | —          | 4× Platin4   | 120.000    | radioscope.co.nz    |
| Spanien (Promusicae)                                                                         | —          | 2× Platin2   | 120.000    | elportaldemusica.es |
| Vereinigte Staaten (RIAA)                                                                    | Gold1      | 12× Platin12 | 12.500.000 | riaa.com            |
| Vereinigtes Königreich (BPI)                                                                 | Gold1      | 4× Platin4   | 2.800.000  | bpi.co.uk           |
| Insgesamt                                                                                    | 11× Gold11 | 31× Platin31 |            |                     |